# Avinyonet del Penedès
Avinyonet del Penedès – gmina w Hiszpanii, w prowincji Barcelona, w Katalonii, o powierzchni 29,35 km². W 2011 roku gmina liczyła 1716 mieszkańców.